# بی‌دینی در نیجریه
افرادبی‌دین در نیجریه با توجه به آمارهای مؤسسهٔ گالوپ دو درصد از جمعیت نیجریه را شامل می‌شوند. مانند بسیاری دیگر از مناطق آفریقا، بی‌دینی یک ننگ شمرده می‌شود.
نظرسنجی سال ۲۰۱۰ توسط مرکز تحقیقات پیو نشان داد که ۵۱ درصد از مسلمانان نیجریه با مجازات اعدام برای خروج از اسلام موافق اند. حتی قانون ارتداد در برخی بخش‌های نیجریه وجود دارد.